# Fahrenholzia ferrisi
Fahrenholzia ferrisi är en insektsart som beskrevs av Werneck 1952. Fahrenholzia ferrisi ingår i släktet Fahrenholzia och familjen ledlöss. Inga underarter finns listade i Catalogue of Life.